# МАЗ-5309

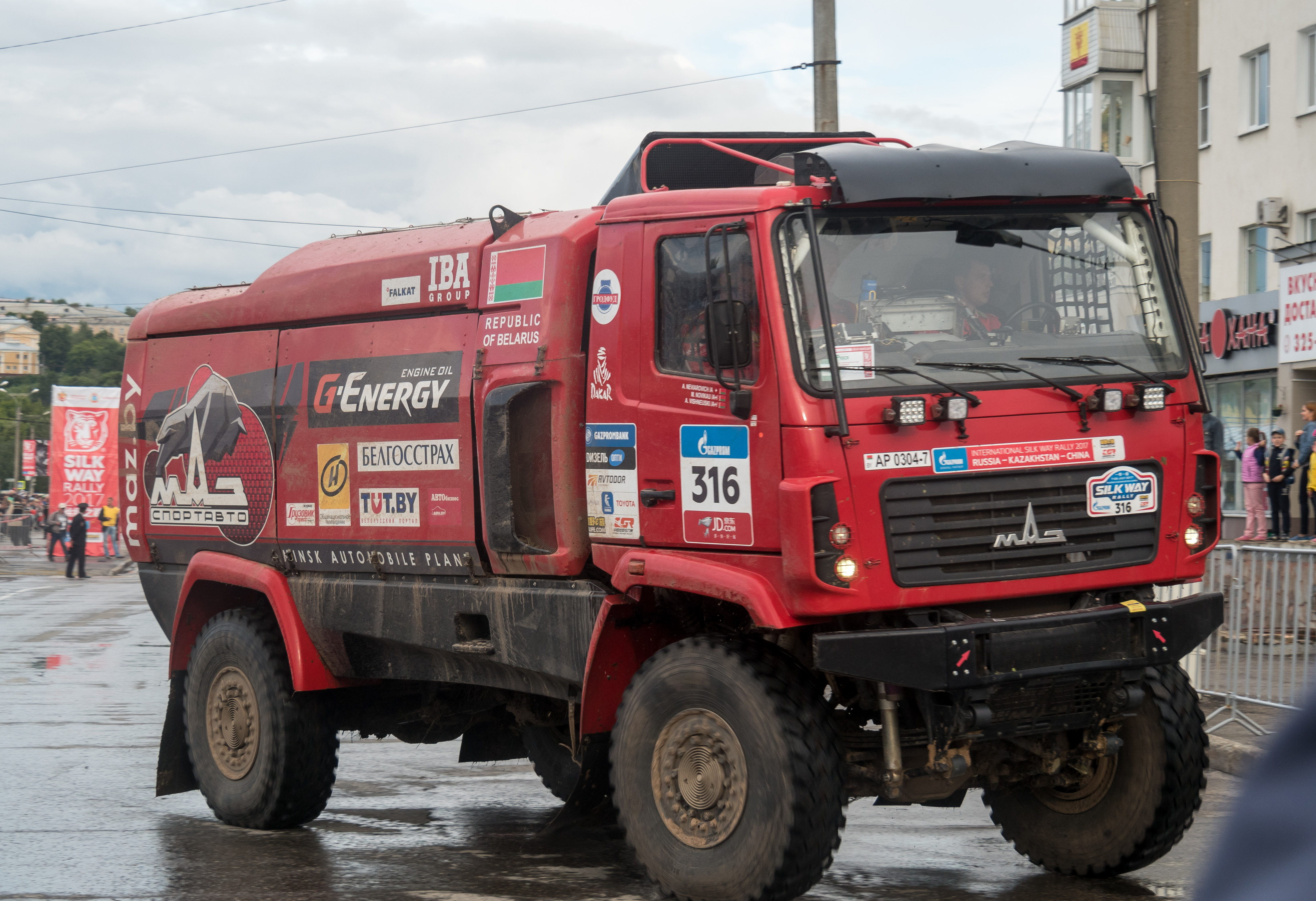
МАЗ-5309RR

МАЗ-5309 — сімейство повнопривідних вантажних автомобілів (шасі) підвищеної прохідності, що виготовляється компанією МАЗ з 2008 року. Колісна формула — 4х4, одношинна ошинковка. Призначений для установки спеціального обладнання: АТЗ, бетономішалок, маніпуляторів, цистерн, автокранів, пожежного обладнання.
Повнопривідний МАЗ-5309 оснащений короткою кабіною нового типу без спального місця (під замовлення — відкидне). Водійське крісло підресорене, з ременями безпеки і регулюваннями. Оснащується АБС, автономним обігрівачем (під замовлення), центральної підкачкою шин. Може експлуатуватися на дорогах з різним якістю покриття або на бездоріжжі.

## Модифікації

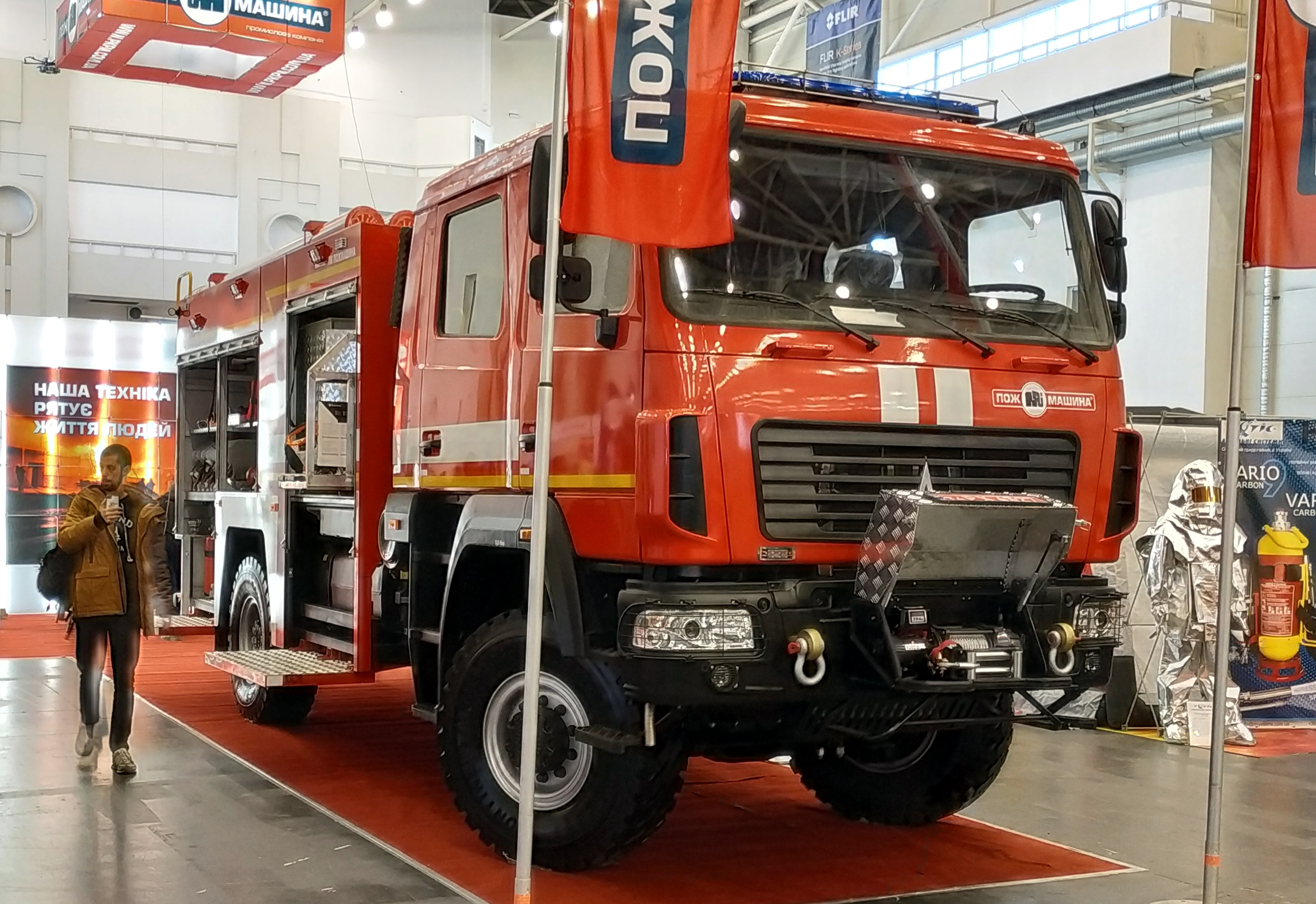
Протипожежний автомобіль АЦ-4-60 (530927) 515M на шасі МАЗ-530927 з кабіною МАЗ-437212

- МАЗ-530905 — вантажний автомобіль з двигуном ЯМЗ-238ДЕ2 потужністю 330 к.с. і вантажопідйомністю 7 тонн
- МАЗ-530927 — шасі для протипожежного автомобіля з двохрядною кабіною від МАЗ-437212 і двигуном Weichai Power WP10.380
- МАЗ-5309RR — ралійний автомобіль на шасі МАЗ-5309